# Lumisphera
Lumisphera es el nombre del sexto álbum de estudio de la banda colombiana Estados Alterados. Fue lanzado en agosto de 2018 producido por Amir Derakh y con edición física limitada en vinilo.
Este álbum expresa una combinación entre lo visual (Retro) y los Musical (Moderno), basado en un "esquema retro-futurista". Su estilo está marcado por un fuerte interés en plasmar la actualidad Colombiana comparándola con el devenir histórico de la sociedad, lo anterior define el disco como "conceptual", en cuanto al nombre el mismo la banda expreso que nace de un sintetizador experimental que crea sonidos poco convencionales a partir de la sensibilidad de la luz y que es protagonista en algunas canciones, los miembros de apoyo para esta entrega son Natalia Valencia y Felipe Carmona.

## Lista de temas
| Lumisphera |                                      |          |  |
| N.º        | Título                               | Duración |  |
| 1.         | «Bendiciones» (Featuring – Julien-K) | 4:21     |  |
| 2.         | «Pueblo»                             | 3:59     |  |
| 3.         | «Miedo»                              | 3:50     |  |
| 4.         | «Caín»                               | 4:36     |  |
| 5.         | «Animal»                             | 3:41     |  |
| 6.         | «Mantra»                             | 3:45     |  |
| 7.         | «Like»                               | 3:15     |  |
| 8.         | «Bendiciones/Blessings»              | 4:21     |  |
| 31:48      |                                      |          |  |

## Videoclips
- «Miedo»
- «Pueblo»
- «Blessings»

## Músicos
Estados Alterados
- Fernando Sierra -Elvis-
- Ricardo Restrepo -Ricky

Músicos Invitados
- Natalia Valencia - Percusión
- Felipe Carmona - Guitarra